# Wilhelm Kollmann

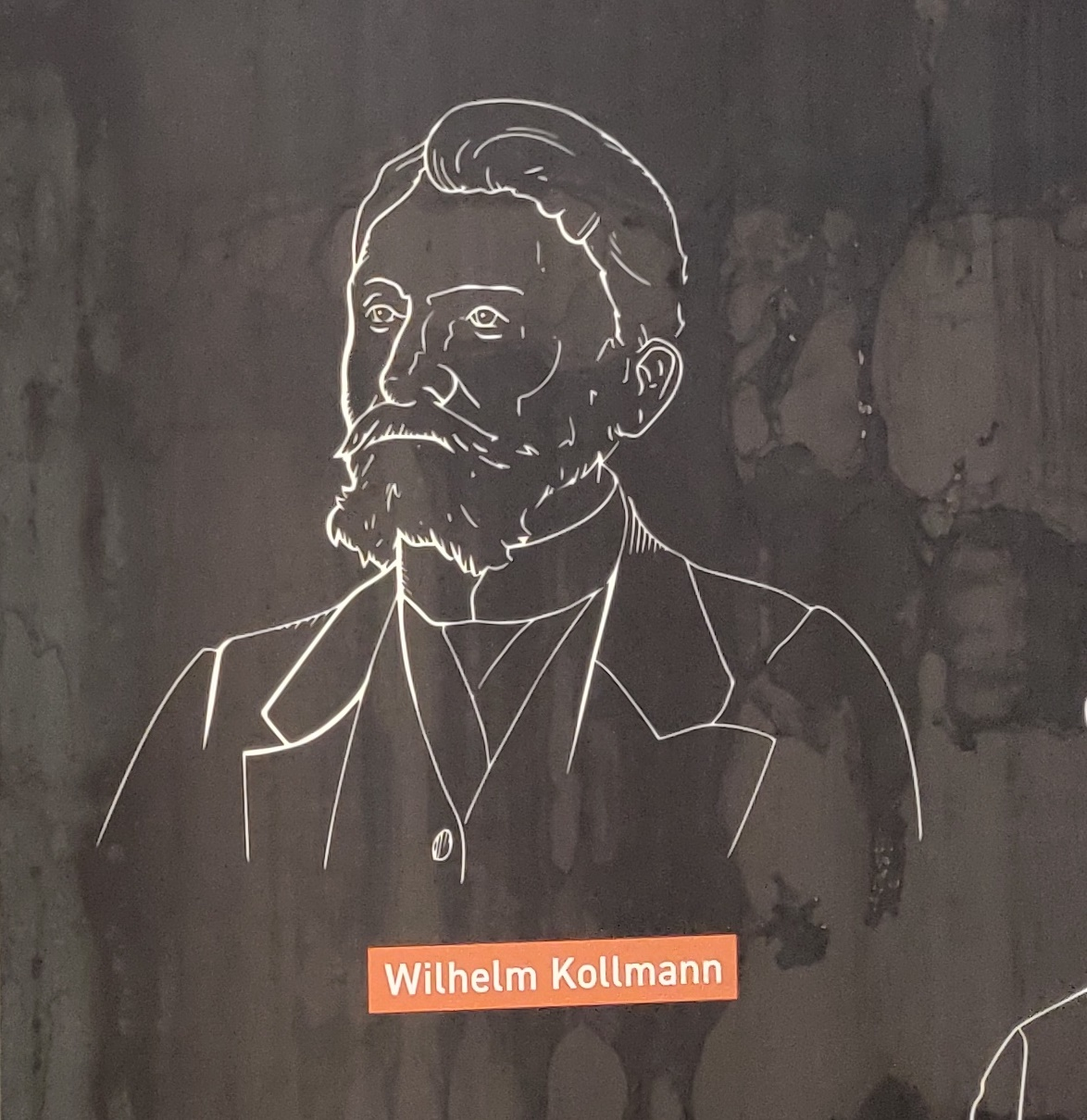
Podobizna Kollmanna na wystawie w Muzeum Hutnictwa w Chorzowie

Wilhelm Kollmann (ur. 14 marca 1839 w Wehringhausen koło Hagen, zm. 23 sierpnia 1913 w Baden-Baden) – niemiecki przemysłowiec, pierwszy dyrektor Bismarckhütte (późniejsza Huta Batory), szczególnie zasłużony dla rozwoju Chorzowa-Batorego.

## Życiorys
Był synem nauczyciela szkoły ludowej Wilhelma Kollmanna (1813–1861) i Friederike Dust Sand (1812–1888). Miał młodszego brata Juliusa (1852–1923).
Uczęszczał do szkoły ludowej prowadzonej przez ojca, a następnie do wyższej szkoły obywatelskiej w Hagen i okręgowej szkoły rzemieślniczej w Hagen, gdzie w 1857 zdał końcowe egzaminy.
Był trzykrotnie żonaty. Imienia pierwszej żony nie znamy, druga miała na imię Therese, a trzecia nazywała się Sara Wolff (zm. 1944). Miał co najmniej jedną córkę, nieznaną z imienia. Ta wyszła za mąż za Emila Marxa (1858–1907), późniejszego pracownika Bismarckhütte.
Ostatnie lata życia Wilhelm Kollmann spędził w Berlinie i w uzdrowisku Baden-Baden.

## Przemysłowiec

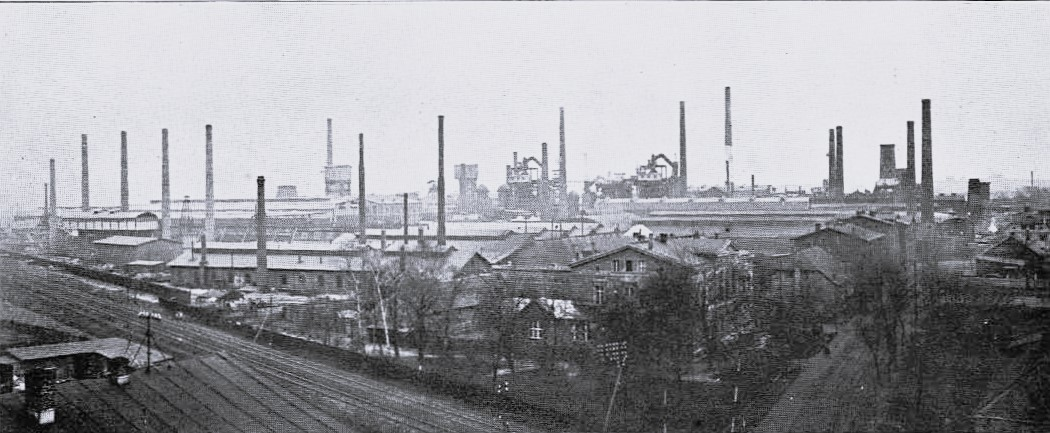
Bismarckhütte w 1908

Kollmann rozpoczął pracę w hucie żelaza Funcke & Elbers w Hagen zaraz po zdanych egzaminach, w wieku 18 lat. Doświadczenie zdobywał w przemysłowych regionach Belgii i północnej Francji, gdzie został wysłany przez pracodawcę w celu zapoznania się z nowymi osiągnięciami w procesie pudlingowania. Po powrocie objął stanowisko kierownika zakładu w Funcke & Elbers. W 1863 roku przeprowadził się do Grazu, gdzie pracował do 1865.
Pomimo kierowniczego stanowiska pracował jako ślusarz, tokarz, monter i pudler, aby zdobyć jak najpełniejszą wiedzę na temat obróbki żelaza.
W 1865 Kollmann przeprowadził się na Górny Śląsk, gdzie został zatrudniony na stanowisku mistrza hutnictwa w hucie „Baildon”. W tym samym roku Hutę Baildon zakupił August Wilhelm Hegenscheidt, który awansował Wilhelma Kollmanna na stanowisko dyrektora. W ciągu następnych lat udało się Kollmannowi rozbudować i zmodernizować zakład.
Dzięki sukcesom w zarządzaniu i rozbudowie Huty Baildon, w 1873 zarząd „Kattowizer Aktiengeselschaft für Eisenhüttenbetrieb” (Katowicka Spółka Akcyjna dla Hutnictwa Żelaza) powierzyła Kollmannowi zadanie budowy nowej huty w Hajdukach Górnych.
Kollmann z zapałem zabrał się do budowy nowego zakładu, który na jego prośbę nazwano Bismarckhütte. Pomimo kryzysu, który rozpoczął się po paru miesiącach od powstania zakładu, huta rozwijała się, była wypłacalna, a jej wyroby zyskiwały renomę na całym świecie. Głównym rynkiem zbytu w tamtym okresie było Imperium Rosyjskie.
Wilhelm Kollmann odszedł ze stanowiska dyrektora generalnego Bismarckhütte w 1908 r. i został członkiem rady nadzorczej.

## Polityk i handlowiec
Wilhelm Kollmann działał również w obszarze polityki gospodarczej. Walczył z polityką wolnego handlu, a dzięki przyjaźni z Bismarckiem, wpływał na sprawy celne.
Doprowadził do utworzenia stowarzyszeń handlowych: śląskiego Gauverband für Handelseisen in Schlesien (Związek Okręgowy Żelaza na Śląsku) w 1886 r. i niemieckich Verband deutscher Walzwerke für Handelseisen (Związek Niemieckich Walcowni Żelaza) w 1887 r. oraz Westdeutscher Feinblech-Verband (Zachodnioniemiecki Związek Blachy Cienkiej) w 1888 r.
Kollmann był ekspertem podczas opracowywania umów handlowych z Rosją, Austrią i Rumunią. Odegrał również kluczową rolę w ustawodawstwie patentowym Rzeszy Niemieckiej. Był współzałożycielem i wieloletnim członkiem zarządu Izby Gospodarczej w Opolu.

## Działacz społeczny
Dla pracowników i urzędników Bismarckhütte założył kasę emerytalną, kasę chorych i kasę ubezpieczeniową. Zbudował szpital robotniczy, dom robotnika, szkołę dla dzieci pracowników, pralnię i łaźnię.

## Upamiętnienie
W latach do 1922 i w okresie okupacji niemieckiej w czasie II wojny światowej imieniem Wilhelma Kollmanna nazwana była jedna z głównych ulic kolonii Kalina w Bismarckhütte (gminy powstałej w 1903 z połączenia Hajduk Górnych i Dolnych, od 1922 Hajduki Wielkie, a od 1 kwietnia 1939 Chorzów Batory), aktualna nazwa to ulica 16 lipca. Obecnie imieniem Kollmanna nazwana jest peryferyjna ulica pomiędzy Chorzowem Batorym, a Katowicami.